# مصطفی اجیک
مصطفی اجیک (انگلیسی: Mustafa Agić؛ زادهٔ ۸ آوریل ۱۹۶۶) بازیکن فوتبال اهل بوسنی و هرزگوین است.